# Marcus Stroman
Marcus Earl Stroman (né le 1er mai 1991 à Medford, New York, États-Unis) est un lanceur droitier des Ligues majeures de baseball jouant avec les Yankees de New York.

## Carrière
Marcus Stroman est d'abord repêché par les Nationals de Washington au 18e tour de sélection en 2009, mais il ne signe pas de contrat avec cette franchise et rejoint les Blue Devils de l'Université Duke, en Caroline du Nord. Les Blue Jays de Toronto font de Stroman leur choix de première ronde, et le 22e athlète repêché au total par un club de la MLB, en juin 2012.
Le 28 août 2012, alors qu'il évolue en ligues mineures pour les Canadiens de Vancouver, un club-école des Blue Jays, Stroman est suspendu 50 matchs pour usage de methylhexanamine, un stimulant interdit.
Stroman gradue au niveau Triple-A des ligues mineures au printemps 2014 et, après avoir conservé une moyenne de points mérités de 1,69 à ses 5 premiers départs, est rappelé par les Blue Jays de Toronto pour venir épauler le personnel de releveurs. Il fait ses débuts dans le baseball majeur en lançant deux tiers de manches en relève face aux Pirates de Pittsburgh le 4 mai 2014. À partir du 31 mai, il est lanceur partant pour Toronto : le 24 juillet contre Boston, il accorde un seul coup sûr en 7 manches dans une victoire de 8-0 des Jays. 
Stroman maintient une moyenne de points mérités de 3,65 en 130 manches et deux tiers lancées pour les Blue Jays à sa saison recrue. Il amorce 20 parties des Torontois et ajoute 6 sorties en relève, remportant 11 victoires contre 6 défaites. Le 8 septembre 2014, il réussit son premier match complet et son premier blanchissage en carrière dans un succès de 8-0 à Toronto sur les Cubs de Chicago.
Le 10 mars 2015, Stroman se blesse au ligament croisé antérieur du genou gauche lors d'un entraînement en défensive pour les lanceurs, au camp printanier des Blue Jays en Floride. La blessure lui fait rater presque toute la saison 2015. Son retour n'était au départ prévu qu'en 2016, mais il revient au jeu le 12 septembre 2015.
Le 17 janvier 2024, Marcus Stroman signe avec les Yankees de New York pour deux ans. 